# Bahnstrecke Braunschweig–Bad Harzburg
| Bahnkörper in Wolfenbüttel, 2021 | |                                                  |                                                  |
| Bahnstrecke 1901 (Braunschweig–Bad Harzburg) | |                                                  |                                                  |
| Streckennummer (DB): | 1901 |                                                  |                                                  |
| Kursbuchstrecke (DB): | 353 |                                                  |                                                  |
| Kursbuchstrecke: | 182f (1934) 184a (Braunschweig Hbf – Wolfenbüttel 1934) 206 (1946) 206e (Braunschweig Hbf – Leiferde (Braunschw) 1946) 206d (Braunschweig Hbf – Wolfenbüttel 1946) |                                                  |                                                  |
| Streckenlänge: | 47 km |                                                  |                                                  |
| Spurweite: | 1435 mm (Normalspur) |                                                  |                                                  |
| Zugbeeinflussung: | PZB |                                                  |                                                  |
| Zweigleisigkeit: | Braunschweig–Vienenburg (ehemals durchgehend) |                                                  |                                                  |
| | |                                                  |                                                  |
| \| \| \| von Magdeburg \| \| \| \| \| von Wieren \| \| \| \| \| Braunschweig Rbf \| \| \| \| 0,0 \| Braunschweig Hbf ⊙ \| Braunschweig Hbf ⊙ \| \| \| \| Oker \| \| \| \| \| vom/zum alten Braunschweiger Bahnhof \| \| \| \| \| nach Hannover \| \| \| \| \| A 39 \| \| \| \| 4,2 \| Rüningen Awanst, ehem. Bf \| Rüningen Awanst, ehem. Bf \| \| \| \| \| \| \| \| 6,0 \| Leiferde (Braunschweig) ⊙ \| Leiferde (Braunschweig) ⊙ \| \| \| \| \| \| \| \| \| nach Salzgitter-Bad \| \| \| \| \| \| \| \| \| \| Leiferde Ost vor 1900–1974, Neubau vrsl. ab 2026[1] \| \| \| \| \| \| \| \| \| \| A 36 \| \| \| \| 11,1 \| ehem. von Groß Gleidingen \| ehem. von Groß Gleidingen \| \| \| 12,1 \| Wolfenbüttel ⊙ (Hp, ehem. Bft) \| Wolfenbüttel ⊙ (Hp, ehem. Bft) \| \| \| 12,3 \| Wolfenbüttel (Bf) \| Wolfenbüttel (Bf) \| \| \| \| nach Oschersleben \| \| \| \| \| Oker \| \| \| \| \| Altenau \| \| \| \| 17,3 \| Hedwigsburg \| Hedwigsburg \| \| \| 19,8 \| Bornum-Dorstadt \| Bornum-Dorstadt \| \| \| \| Ilse \| \| \| \| \| ehem. von Jerxheim \| \| \| \| 23,7 \| Börßum ⊙ (ehem. Bf) \| Börßum ⊙ (ehem. Bf) \| \| \| \| (ehem. Verbindung) \| \| \| \| \| nach Kreiensen \| \| \| \| \| ehem. nach Osterwieck \| \| \| \| \| B 82 \| \| \| \| \| Industriegleis: Zuckerfabrik Schladen \| \| \| \| 28,1 \| Schladen (Harz) ⊙ \| Schladen (Harz) ⊙ \| \| \| \| Neutrassierung 1924 \| \| \| \| \| Oker \| \| \| \| \| Ecker \| \| \| \| \| Ecker \| \| \| \| \| A 36 \| \| \| \| \| von Ilsenburg und ehem. von Halle \| \| \| \| \| Vienenburg Rbf \| \| \| \| \| Radau \| \| \| \| \| ehem. nach Langelsheim \| \| \| \| \| B 241 \| \| \| \| \| Neutrassierung 1924 \| \| \| \| 39,5 \| Vienenburg ⊙ \| Vienenburg ⊙ \| \| \| \| B 241 \| \| \| \| \| nach Goslar \| \| \| \| \| B 6 \| \| \| \| \| Radau \| \| \| \| \| Westerode, Mathildenhütte \| \| \| \| \| von Oker \| \| \| \| \| \| \| \| \| \| Bündheim, Westeroder Straße \| 228 m \| \| \| \| ehem. von Wernigerode \| \| \| \| \| Radau \| \| \| \| 47,2 \| Bad Harzburg ⊙ \| Bad Harzburg ⊙ \| \| \| \| \| \| \| Quellen: [2][3] \| \| \| \| | |                                                  |                                                  |
| Verschwenkung von links · Verschwenkung von rechts | | von Magdeburg                                    | von Magdeburg                                    |
| Abzweig quer und von rechts · Kreuzung geradeaus unten · Abzweig geradeaus und von rechts | | von Wieren                                       | von Wieren                                       |
| Strecke · Strecke · Dienststation / Betriebs- oder Güterbahnhof | | Braunschweig Rbf                                 | Braunschweig Rbf                                 |
| Bahnhof · Bahnhof · Strecke | 0,0 | Braunschweig Hbf ⊙                               | Braunschweig Hbf ⊙                               |
| Brücke über Wasserlauf · Brücke über Wasserlauf · Brücke über Wasserlauf | | Oker                                             | Oker                                             |
| Abzweig geradeaus, ehemals nach rechts und ehemals von rechts · Strecke · Strecke | | vom/zum alten Braunschweiger Bahnhof             | vom/zum alten Braunschweiger Bahnhof             |
| Kreuzung geradeaus unten · Abzweig quer und nach rechts · Strecke nach rechts | | nach Hannover                                    | nach Hannover                                    |
| Strecke nach links · Strecke von rechts | | A 39                                             | A 39                                             |
| Blockstelle | 4,2 | Rüningen Awanst, ehem. Bf                        | Rüningen Awanst, ehem. Bf                        |
| | |                                                  |                                                  |
| Blockstelle | 6,0 | Leiferde (Braunschweig) ⊙                        | Leiferde (Braunschweig) ⊙                        |
| | |                                                  |                                                  |
| Abzweig geradeaus und nach rechts | | nach Salzgitter-Bad                              | nach Salzgitter-Bad                              |
| | |                                                  |                                                  |
| ehemaliger Haltepunkt / Haltestelle | | Leiferde Ost vor 1900–1974, Neubau vrsl. ab 2026 | Leiferde Ost vor 1900–1974, Neubau vrsl. ab 2026 |
| | |                                                  |                                                  |
| Strecke mit Straßenbrücke | | A 36                                             | A 36                                             |
| Abzweig geradeaus und ehemals von rechts | 11,1 | ehem. von Groß Gleidingen                        | ehem. von Groß Gleidingen                        |
| Haltepunkt / Haltestelle | 12,1 | Wolfenbüttel ⊙ (Hp, ehem. Bft)                   | Wolfenbüttel ⊙ (Hp, ehem. Bft)                   |
| Dienststation / Betriebs- oder Güterbahnhof | 12,3 | Wolfenbüttel (Bf)                                | Wolfenbüttel (Bf)                                |
| Abzweig geradeaus und nach links | | nach Oschersleben                                | nach Oschersleben                                |
| Brücke über Wasserlauf | | Oker                                             | Oker                                             |
| Brücke über Wasserlauf | | Altenau                                          | Altenau                                          |
| ehemaliger Bahnhof | 17,3 | Hedwigsburg                                      | Hedwigsburg                                      |
| ehemaliger Haltepunkt / Haltestelle | 19,8 | Bornum-Dorstadt                                  | Bornum-Dorstadt                                  |
| Brücke über Wasserlauf | | Ilse                                             | Ilse                                             |
| Strecke von links (außer Betrieb) · Abzweig geradeaus und ehemals nach rechts · Strecke von links (außer Betrieb) | | ehem. von Jerxheim                               | ehem. von Jerxheim                               |
| Kopfbahnhof Strecke bis hier außer Betrieb · Haltepunkt / Haltestelle Streckenende · Bahnhof (Strecke außer Betrieb) | 23,7 | Börßum ⊙ (ehem. Bf)                              | Börßum ⊙ (ehem. Bf)                              |
| Abzweig geradeaus und ehemals von links · Kreuzung (Querstrecke außer Betrieb) · Abzweig geradeaus und nach rechts (Strecke außer Betrieb) | | (ehem. Verbindung)                               | (ehem. Verbindung)                               |
| Strecke nach rechts · Strecke · Strecke (außer Betrieb) | | nach Kreiensen                                   | nach Kreiensen                                   |
| Strecke · Strecke nach links (außer Betrieb) | | ehem. nach Osterwieck                            | ehem. nach Osterwieck                            |
| Strecke mit Straßenbrücke | | B 82                                             | B 82                                             |
| Abzweig geradeaus und nach rechts | | Industriegleis: Zuckerfabrik Schladen            | Industriegleis: Zuckerfabrik Schladen            |
| Bahnhof | 28,1 | Schladen (Harz) ⊙                                | Schladen (Harz) ⊙                                |
| Verschwenkung von links (Strecke außer Betrieb) · Verschwenkung von rechts | | Neutrassierung 1924                              | Neutrassierung 1924                              |
| Brücke über Wasserlauf (Strecke außer Betrieb) · Brücke über Wasserlauf | | Oker                                             | Oker                                             |
| Strecke (außer Betrieb) · Brücke über Wasserlauf | | Ecker                                            | Ecker                                            |
| Strecke (außer Betrieb) · Brücke über Wasserlauf | | Ecker                                            | Ecker                                            |
| Strecke (außer Betrieb) · Strecke mit Straßenbrücke | | A 36                                             | A 36                                             |
| Strecke (außer Betrieb) · Abzweig geradeaus und von links | | von Ilsenburg und ehem. von Halle                | von Ilsenburg und ehem. von Halle                |
| Strecke (außer Betrieb) · ehemaliger Dienststation / Betriebs- oder Güterbahnhof | | Vienenburg Rbf                                   | Vienenburg Rbf                                   |
| Strecke (außer Betrieb) · Brücke über Wasserlauf | | Radau                                            | Radau                                            |
| Kreuzung geradeaus unten (Strecken außer Betrieb) · Abzweig geradeaus und ehemals nach rechts | | ehem. nach Langelsheim                           | ehem. nach Langelsheim                           |
| Strecke (außer Betrieb) · Brücke | | B 241                                            | B 241                                            |
| Verschwenkung nach links (Strecke außer Betrieb) · Verschwenkung nach rechts | | Neutrassierung 1924                              | Neutrassierung 1924                              |
| Bahnhof | 39,5 | Vienenburg ⊙                                     | Vienenburg ⊙                                     |
| Bahnübergang | | B 241                                            | B 241                                            |
| Abzweig geradeaus und nach rechts | | nach Goslar                                      | nach Goslar                                      |
| Strecke mit Straßenbrücke | | B 6                                              | B 6                                              |
| Brücke über Wasserlauf | | Radau                                            | Radau                                            |
| Bahnübergang | | Westerode, Mathildenhütte                        | Westerode, Mathildenhütte                        |
| Kreuzung geradeaus unten · Strecke von rechts | | von Oker                                         | von Oker                                         |
| Abzweig geradeaus und von links · Strecke nach rechts | |                                                  |                                                  |
| Bahnübergang | | Bündheim, Westeroder Straße                      | 228 m                                            |
| Abzweig geradeaus und ehemals von links | | ehem. von Wernigerode                            | ehem. von Wernigerode                            |
| Brücke über Wasserlauf | | Radau                                            | Radau                                            |
| Kopfbahnhof Streckenende | 47,2 | Bad Harzburg ⊙                                   | Bad Harzburg ⊙                                   |
| | |                                                  |                                                  |
| Quellen: | |                                                  |                                                  |

Die Bahnstrecke Braunschweig–Bad Harzburg ist eine 47 Kilometer lange nicht elektrifizierte, zweigleisige Hauptbahn (Braunschweig–Vienenburg) und eingleisige Nebenbahn (Vienenburg–Bad Harzburg) der DB Netz AG im nördlichen Vorland des Harzes.

## Geschichte
Der am 1. Dezember 1838 eröffnete Abschnitt von Braunschweig nach Wolfenbüttel war die erste staatliche Eisenbahnstrecke in Deutschland, sie verband die beiden wichtigsten Städte im damaligen Herzogtum. Sie wurde am 22. August 1840 zunächst über Börßum ins hannöversche Schladen und am 31. Oktober 1841 über Vienenburg in das heutige Bad Harzburg (damals „Neustadt“) verlängert. Der Steigungsabschnitt Vienenburg–Bad Harzburg wurde bis 8. November 1843 als Pferdeeisenbahn betrieben. Die Strecke an den Harz war die erste von mehreren in Braunschweig erwünschten Strecken, die gegenüber Hannover durchgesetzt werden konnte.

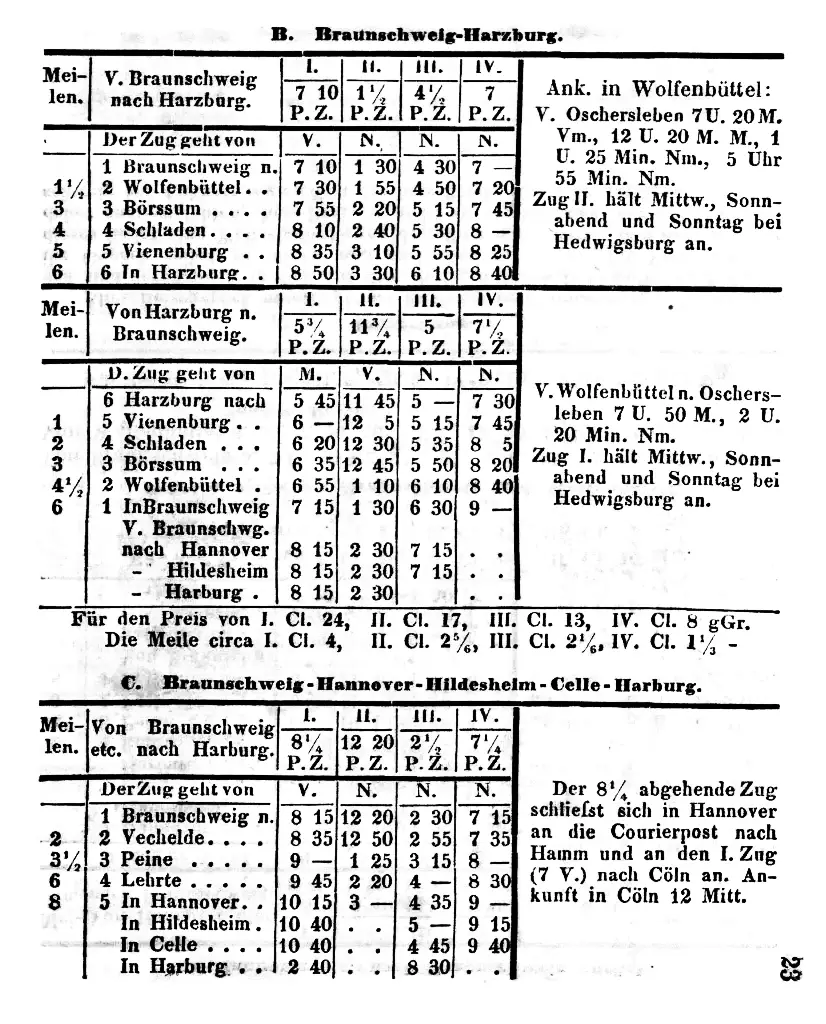
Fahrplan 1847

1843 konnte die Verbindung Wolfenbüttel–Oschersleben eröffnet werden, die zusammen mit der Magdeburg-Halberstädter Eisenbahn einen Anschluss bis Berlin darstellte. Nachdem 1844 auch die Bahnstrecke Braunschweig–Hannover in Betrieb genommen war, lief der Ost-West-Verkehr Berlin–Hannover über Wolfenbüttel, ab 1847 (Eröffnung der Bahnstrecke Hannover–Minden) bis in das Ruhrgebiet. Das änderte sich erst mit der Fertigstellung der Bahnstrecke Berlin–Lehrte 1871. 1856 folgte mit der Braunschweigischen Südbahn von Börßum nach Kreiensen eine Verbindung in Richtung Kassel (Hannöversche Südbahn) und Frankfurt am Main (Main-Weser-Bahn).
1866 wurde die Zweigstrecke Vienenburg–Goslar, die erste Bahnanbindung in die damals hannöversche Stadt, angeschlossen.
Am 1. Mai 1924 wurde die Strecke nördlich von Vienenburg ab der Blockstelle Wiedelah verlegt, um sie an den damaligen Rangierbahnhof Vienenburg anzuschließen. Der Güterverkehr verkehrte über die neue, Personenzüge über die alte Strecke. Nachdem 1926 die Okerbrücke auf der alten Strecke durch Hochwasser zerstört worden war, nahmen auch die Personenzüge den Weg über die neue Strecke und fuhren über die Personenzuggleise südlich des Güterbahnhofes zum Personenbahnhof.
Für die Strecke von Braunschweig nach Bad Harzburg bzw. Goslar gab es konkrete Planungen zur Einbindung in das Streckennetz der geplanten RegioStadtBahn Braunschweig. Dazu sollten einige Bahnhöfe bzw. Haltepunkte neu gebaut und die Anzahl der Züge auf diesem Streckenabschnitt gemäß dem dichteren Zugfolgetakt der RegioStadtBahn erhöht werden. Die geplante Linie sollte mit Dieselhybrid-Stadtbahnen bis nach Uelzen verkehren und in Braunschweig über Stadtbahngleise durch die Innenstadt fahren. Das gesamte Vorhaben sollte ursprünglich bis 2014 realisiert werden. Im Jahr 2010 scheiterte das Projekt, da durch deutlich gestiegene Fahrzeugbeschaffungskosten die Wirtschaftlichkeit des Konzeptes nicht mehr gegeben war. Um die Attraktivität der Linien auch ohne Stadtbahn zu steigern, verfolgt der Regionalverband Großraum Braunschweig die Realisierung des „Regionalbahnkonzepts 2014+“. Dieses sieht neue Fahrzeuge und ein Flügelzugkonzept im Bahnhof Vienenburg für die Regionalbahn-Linie Braunschweig–Vienenburg–Bad Harzburg/Goslar vor.
Die Stationen Rüningen und Leiferde (Ost) sollen wieder für den Halt von Personenzügen ausgebaut werden. Dies wurde am 28. März 2019 zwischen Land Niedersachsen, RGB und DB vereinbart. Im Jahr 2021 wurde die Elektrifizierung der Strecke als zu förderndes Vorhaben im Rahmen des Gemeindeverkehrsfinanzierungsgesetzes angemeldet.

## Betrieb
Die Strecke dient heute überwiegend dem Regionalverkehr, der eher schwache Güterverkehr, der überwiegend von der Bahnstrecke Ilsenburg–Vienenburg kommt, spielt nur eine untergeordnete Rolle. Im Fahrplan 2011 wurde die Strecke von den Regionalbahnen Braunschweig–Bad Harzburg und Braunschweig–Goslar jeweils zweistündlich befahren, so dass sich nördlich von Vienenburg annähernd ein Stundentakt ergab. Planmäßig wurden Dieseltriebwagen der Baureihe 628 in Einzel- oder Doppeltraktion eingesetzt. Seit dem Fahrplanwechsel im Dezember 2014 betreibt die in Soltau ansässige Eisenbahngesellschaft erixx die Linien nach gewonnener Ausschreibung mit Triebwagen vom Typ Lint 54, aus dem Fahrzeugpool der LNVG. Bereits mit der Betriebsaufnahme sollten die beiden Linien im Rahmen eines Flügelzugkonzeptes in Vienenburg vereinigt bzw. getrennt werden. Die Fertigstellung der notwendigen Infrastruktur im Bahnhof Vienenburg verzögerte sich allerdings, sodass die Linien erst seit dem 12. Juni 2016 stündlich von Braunschweig nach Goslar und Bad Harzburg fahren konnten. Zwischen Braunschweig und Wolfenbüttel kommen Züge der Relation Braunschweig–Wolfenbüttel–Schöppenstedt hinzu. Die gesamte Strecke gehört zum Verbundtarif Region Braunschweig.
Die Bahnstrecke ist nicht elektrifiziert und nördlich von Vienenburg zweigleisig. Sie gehört zum „Harz-Weser-Netz“ und soll zukünftig von einem elektronischen Stellwerk in Göttingen ferngesteuert werden. Hierbei soll zwischen Leiferde und Vienenburg ein Gleiswechselbetrieb eingerichtet werden. Der Regionalverband Großraum Braunschweig fordert zusätzlich die Umwandlung von Haltepunkten in Bahnhöfe, um die betriebliche Flexibilität zu erhöhen.

## Bildergalerie

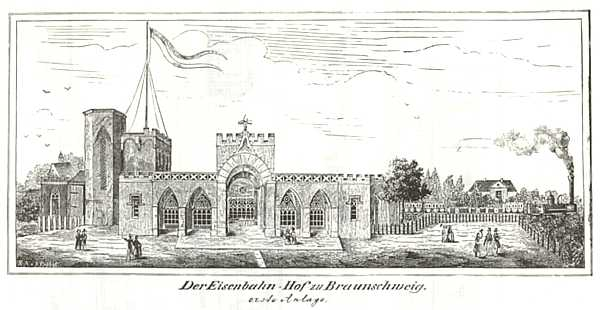
Der erste Bahnhof in Braunschweig 1838 bis 1845
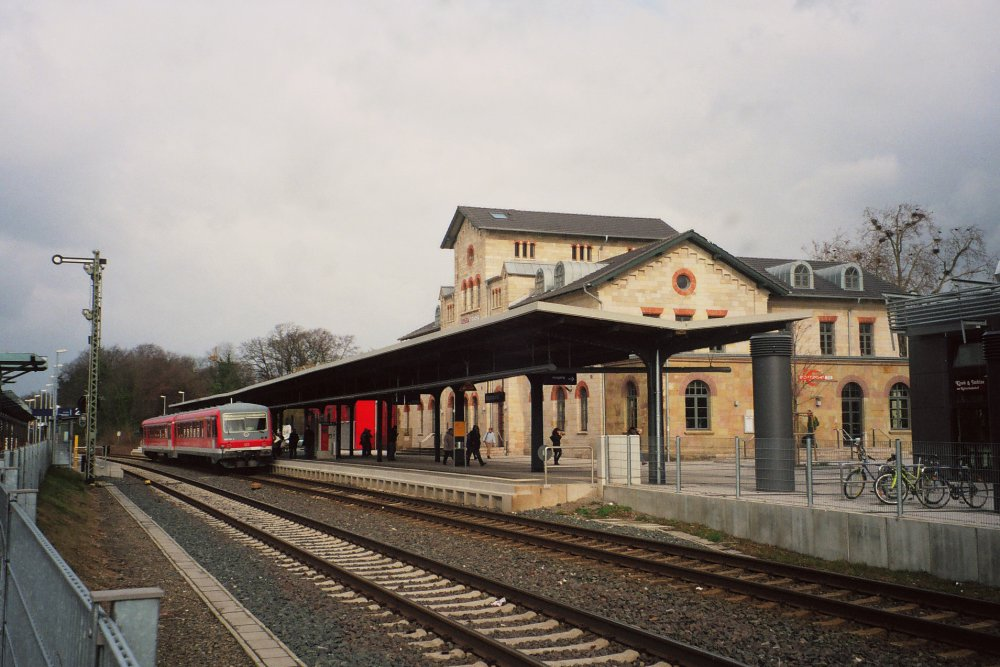
Der Bahnhof in Wolfenbüttel
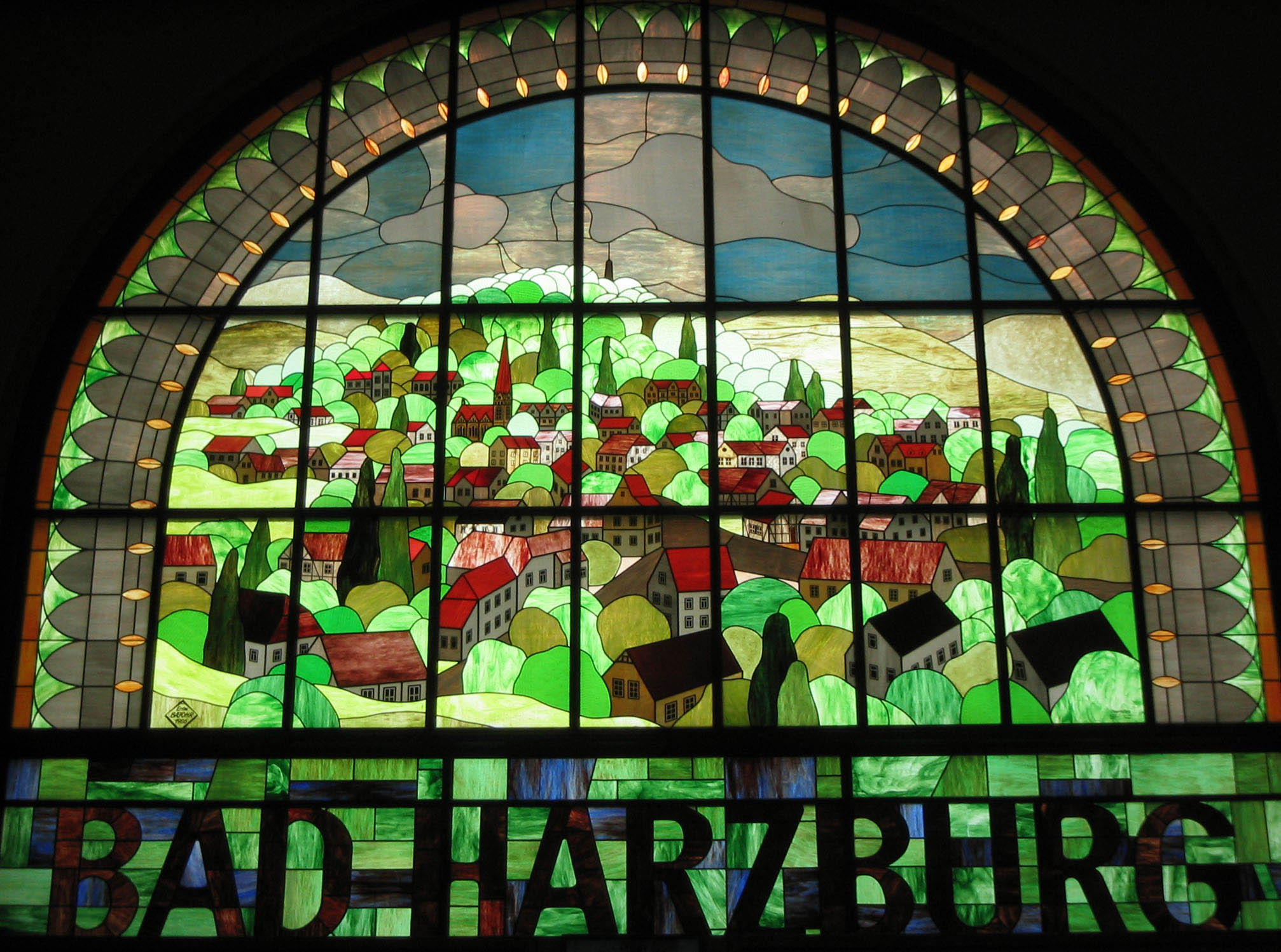
Jugendstilfenster im Bahnhof Bad Harzburg
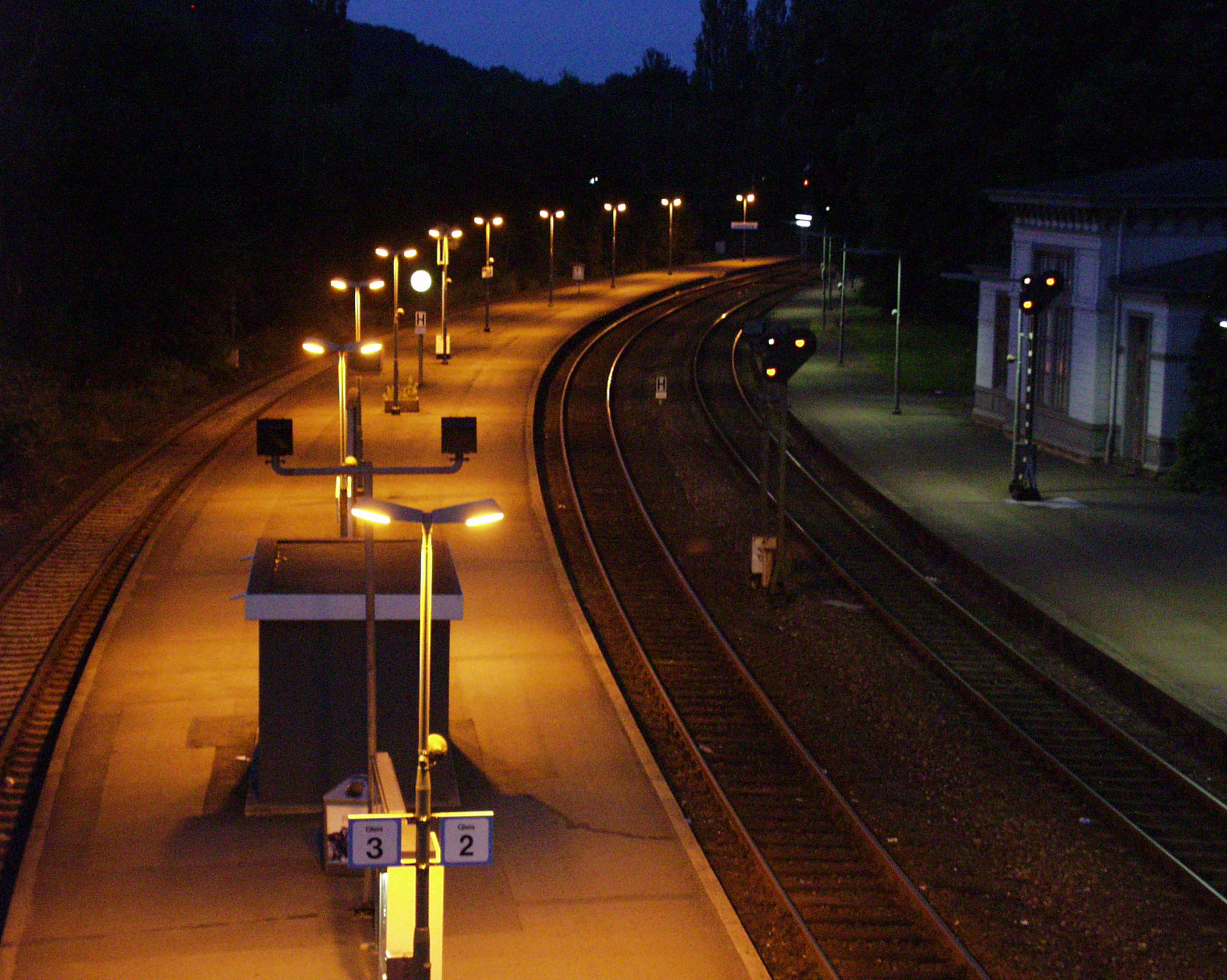
Bahnhof Vienenburg